# زمین‌لرزه جزیره‌های آندروپوف
زمین‌لرزه جزیره‌های آندروپوف ممکن است به یکی از موارد زیر اشاره داشته باشد:
- زمین‌لرزه ۱۹۵۷ جزیره‌های آندروپوف
- زمین‌لرزه ۲۰۰۷ جزیره‌های آندروپوف